# 凹裂毛麝香
凹裂毛麝香（学名：Adenosma retusilobum）为玄参科毛麝香属下的一个种。

## 扩展阅读
- 維基物種上的相關：凹裂毛麝香